# Hybanthus volubilis
Hybanthus volubilis är en violväxtart som beskrevs av E.B. Bennett. Hybanthus volubilis ingår i släktet Hybanthus och familjen violväxter. Inga underarter finns listade i Catalogue of Life.